# U-183
 U-183  — немецкая подводная лодка типа IXC/40, времён Второй мировой войны.
Заказ на постройку субмарины был отдан 15 августа 1940 года. Лодка была заложена на верфи судостроительной компании «АГ Везер» в Бремене 21 мая 1941 года под строительным номером 1023, спущена на воду 9 января 1942 года, 1 апреля 1942 года под командованием конветтен-капитана Генриха Шафера вошла в состав учебной 4-й флотилии. 1 октября 1942 года вошла в состав 10-й флотилии. 1 октября 1944 года вошла в состав 33-й флотилии. Лодка совершила 6 боевых походов, в которых потопила 4 судна (19 260 брт) и одно судно повредила так, что оно не восстанавливалось (6 993 брт). 23 апреля 1945 года лодка была потоплена в Яванском море в районе с координатами 4°50′ ю. ш. 112°52′ в. д. торпедой американской субмарины USS Besugo. Из 55 членов экипажа выжил только один.